# Clyde William Tombaugh
Pour les articles homonymes, voir Tombaugh.
Clyde William Tombaugh, né le 4 février 1906 à Streator dans l'Illinois et mort le 17 janvier 1997 à Las Cruces au Nouveau-Mexique, est un astronome américain. 
Il est notamment connu pour avoir découvert la planète naine Pluton en 1930.

## Biographie
Clyde Tombaugh se passionne très tôt pour l'astronomie grâce à son père, agriculteur, et à son oncle, qui lui apprennent à regarder les étoiles. Avec ses premiers instruments astronomiques, qu'il fabrique à partir de pièces de voitures et de machines agricoles, il observe pendant des heures le ciel, notamment les planètes. En 1928, il décide d'envoyer des croquis de Jupiter et Mars réalisés à l'aide de son télescope-maison de 22 cm, à l'observatoire Lowell près de Flagstaff dans l'Arizona, simplement pour recueillir quelques commentaires d'experts. Impressionné par ses croquis, Vesto Slipher — le directeur de l'observatoire — engage Clyde Tombaugh pour 90 dollars par mois[réf. souhaitée] afin qu'il participe à une campagne de photographies à l'aide du nouveau télescope de 13 pouces (environ 32,5 cm), encore en assemblage.

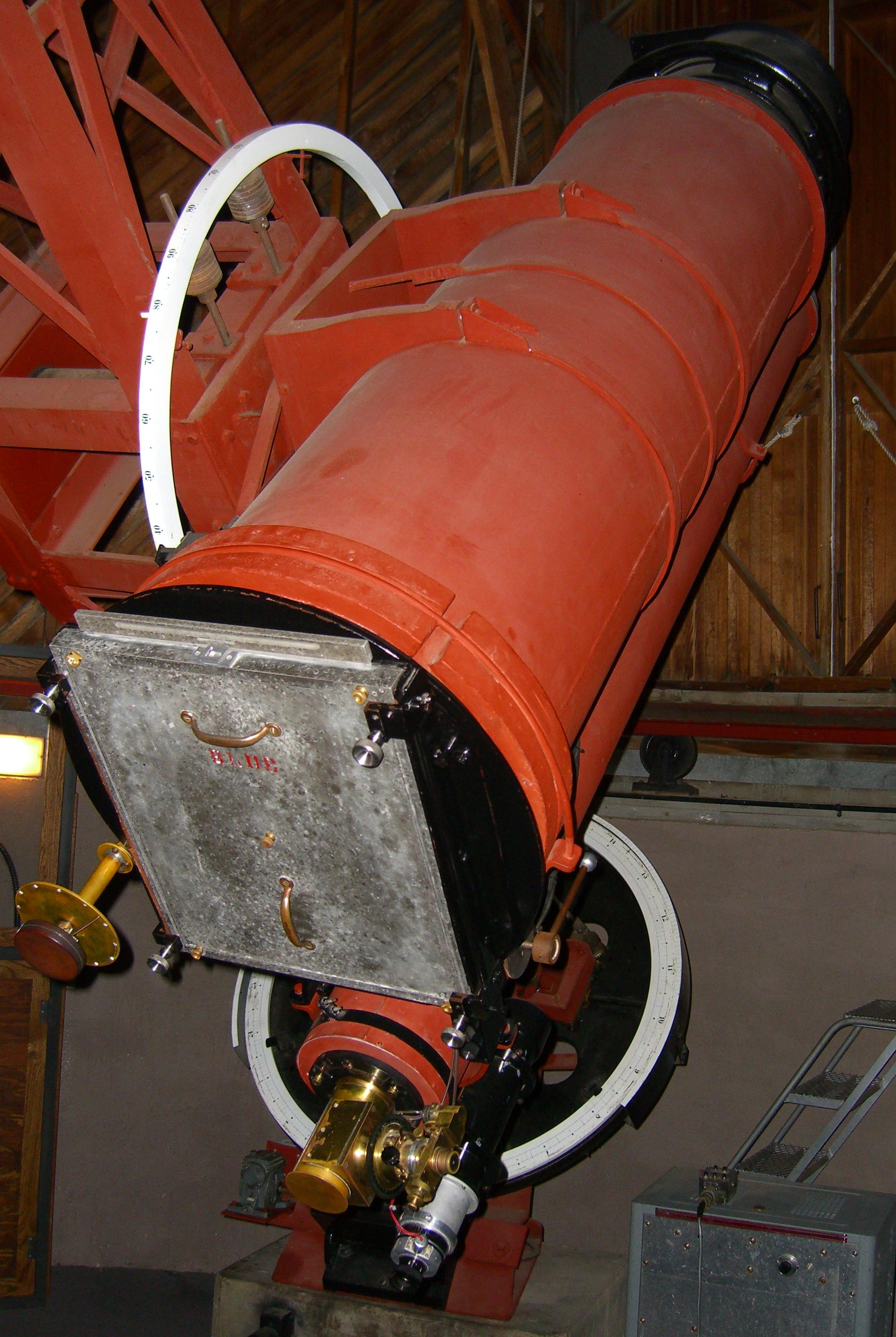
Télescope de l'observatoire Lowell ayant servi à la découverte de Pluton.

Clyde Tombaugh arrive à Flagstaff à la mi-janvier 1929. Son travail consiste à rechercher une planète trans-neptunienne (appelée Planète X) dont l'existence a été prédite par Percival Lowell. L'assemblage du télescope terminé, la campagne photographique commence en avril 1929 (c'est la troisième depuis le début des recherches en 1905). Elle se heurte très vite à des défauts de conception du télescope qui causent la perte de nombreux clichés. De plus, le froid provoque des fissures dans les plaques photographiques. Clyde Tombaugh utilise une machine destinée à la comparaison des photographies, appelée comparateur à clignotement. Prenant d'abord deux, puis trois séries de photos à quelques jours d'intervalle, il peut repérer le point mobile de la planète sur ses clichés. Il trouve la planète recherchée le 18 février 1930, à partir de photographies du 23 et 29 janvier 1930. La découverte de Pluton est confirmée le 13 mars 1930 par l'équipe de l'observatoire Lowell. Plus tard, Pluton se révélera ne pas être la Planète X de Lowell.
Vesto Slipher, le chef de Clyde Tombaugh, prit tellement ombrage de la découverte de celui-ci, qu'il l'écarta d'abord du projet de recherche de planètes, sans le citer comme découvreur de Pluton, pour finalement aller jusqu'à le licencier. Heureusement, à l'observatoire Flagstaff personne n'est dupe et peu après le jeune Tombaugh devient la vedette internationale de l'astronomie en tant que le véritable découvreur de la « neuvième planète » du système solaire. En 1932, Tombaugh obtient le droit d'entrer à l'université du Kansas, directement en deuxième année. En 1934, il épouse Patricia Edson. Il obtient son doctorat en 1939.
Après la découverte de Pluton, Clyde Tombaugh poursuit pendant 13 ans les recherches de la Planète X sans jamais la trouver. Cependant, il fait d'autres découvertes durant ses observations : une nova (en 1932), deux comètes, quatorze astéroïdes, cinq amas ouverts (dénommés Tombaugh 1 à 5, les deux premiers sont dans le Grand Chien, les deux suivants dans Cassiopée et le dernier dans la Girafe), un amas globulaire, plusieurs amas de galaxies et un superamas.
Clyde Tombaugh enseigne l'astronomie à l'université de l'État d'Arizona et à l'université de Californie jusqu'en 1946 où il s'installe au Nouveau-Mexique. De 1955 à sa retraite en 1973, il enseigne à l'université du Nouveau Mexique. Il reste actif, passionné par les planètes.
| (2839) Annette   | 5 octobre 1929    |
| (2941) Alden     | 24 décembre 1930  |
| (3310) Patsy     | 9 octobre 1931    |
| (3583) Burdett   | 5 octobre 1929    |
| (3754) Kathleen  | 16 mars 1931      |
| (3775) Ellenbeth | 6 octobre 1931    |
| (3824) Brendalee | 5 octobre 1929    |
| (4510) Shawna    | 13 décembre 1930  |
| (4755) Nicky     | 6 octobre 1931    |
| (5701) Baltuck   | 26 octobre 1929   |
| (134340) Pluton  | 18 février 1930   |
| (6618) Jimsimons | 16 septembre 1936 |
| (7101) Haritina  | 17 octobre 1930   |
| (7150) McKellar  | 11 octobre 1929   |
| (8778) 1931 TD3  | 10 octobre 1931   |

### Honneurs
Un astéroïde découvert en 1931 sera nommé (1604) Tombaugh.
La sonde spatiale New Horizons, lancée en 2006 et ayant survolé Pluton en juillet 2015 avant de continuer son voyage dans la ceinture de Kuiper, emporte une partie de ses cendres dans une urne funéraire,. L'idée d'emporter des cendres de l'astronome est initialement proposée par Robert Staehle avec l'accord de Clyde Tombaugh lors du développement de Pluto Fast Flyby puis reprise par Alan Stern pour New Horizons en 2005, avec l'aide de la famille. L'urne vient remplacer une petite masse sur une paroi de la sonde. Tombaugh deviendra donc le premier homme dont les restes sortiront du système solaire.
La grande zone claire en forme de cœur sur Pluton a été nommée région Tombaugh.
Il a également laissé son nom à la comète périodique 274P/Tombaugh-Tenagra.